# Borcze Manewski
Borcze Manewski (mac. Борче Маневски, ur. 5 lipca 1985 w Bitoli) – macedoński piłkarz grający na pozycji ofensywnego pomocnika. Od 2018 roku jest zawodnikiem klubu KF Ballkani.

## Kariera klubowa
Karierę piłkarską Manewski rozpoczął w juniorach Pelisteru Bitola. Następnie w 2004 roku przeszedł do Pobedy Prilep. W sezonie 2004/2005 zadebiutował w jej barwach w pierwszej lidze macedońskiej. W Pobedzie grał do końca 2005 roku.
Na początku 2006 roku Manewski przeszedł do Górnika Łęczna. W ekstraklasie zadebiutował 25 marca 2006 w wygranym 1:0 wyjazdowym meczu z Cracovią. W Górniku grał przez półtora roku. Rozegrał w nim 25 spotkań. Po sezonie Górnik został karnie zdegradowany do III ligi za udział w korupcji.
W 2007 roku Manewski wrócił do Macedonii. Przez pół roku grał w Pobedzie Prilep, a w 2008 roku odszedł z niej do Milano Kumanowo. W 2009 roku ponownie zmienił klub i został zawodnikiem serbskiego Banatu Zrenjanin. Natomiast w 2010 roku przeszedł do Rabotniczkiego Skopje. W sezonie 2010/2011 został wicekrólem strzelców ligi z 19 golami. W sezonie 2012/2013 grał w Wardarze Skopje, z którym wywalczył mistrzostwo Macedonii. Z kolei w sezonie 2013/2014 grał w Rabotniczkim, z którym sięgnął po dublet (mistrzostwo i puchar kraju).
Następnie Manewski kolejno grał w tajskim Chainat Hornbill FC, ponownie Rabotniczkim, maltańskich Balzan i Pembroke Athleta, Pobedzie Prilep i FK Pelister. W 2018 przeszedł do KF Ballkani z Kosowa.
| Sezon   | Klub                | Kraj               | Rozgrywki              | Mecze | Bramki |
| ------- | ------------------- | ------------------ | ---------------------- | ----- | ------ |
| 2004/05 | Pobeda Prilep       | Macedonia Północna | Prwa Liga              | 19    | 2      |
| 2005/06 | Pobeda Prilep       | Macedonia Północna | Prwa Liga              | 18    | 9      |
| 2005/06 | Górnik Łęczna       | Polska             | Ekstraklasa            | 10    | 0      |
| 2006/07 | Górnik Łęczna       | Polska             | Ekstraklasa            | 15    | 0      |
| 2007/08 | Pobeda Prilep       | Macedonia Północna | Prwa Liga              | 11    | 2      |
| 2007/08 | Milano Kumanowo     | Macedonia Północna | Prwa Liga              | 9     | 6      |
| 2008/09 | Milano Kumanowo     | Macedonia Północna | Prwa Liga              | 9     | 1      |
| 2008/09 | Banat Zrenjanin     | Serbia             | Super Liga             | 3     | 0      |
| 2009/10 | Banat Zrenjanin     | Serbia             | Super Liga             | 14    | 1      |
| 2010/11 | FK Rabotnički       | Macedonia Północna | Prwa Liga              | 27    | 19     |
| 2011/12 | FK Rabotnički       | Macedonia Północna | Prwa Liga              | 28    | 15     |
| 2012/13 | Wardar Skopje       | Macedonia Północna | Prwa Liga              | 26    | 7      |
| 2013/14 | FK Rabotnički       | Macedonia Północna | Prwa Liga              | 28    | 17     |
| 2014    | Chainat Hornbill FC | Tajlandia          | Thai Premier League    | 8     | 1      |
| 2015    | Chainat Hornbill FC | Tajlandia          | Thai Premier League    | 3     | 0      |
| 2015/16 | FK Rabotnički       | Macedonia Północna | Prwa Liga              | 2     | 1      |
| 2016/17 | Balzan              | Malta              | Maltese Premier League | 0     | 0      |
| 2016/17 | Pembroke Athleta    | Malta              | Maltese Premier League | 11    | 1      |
| 2017/18 | Pobeda Prilep       | Macedonia Północna | Prwa Liga              | 16    | 3      |
| 2017/18 | FK Pelister         | Macedonia Północna | Prwa Liga              | 12    | 4      |
| 2018/19 | KF Ballkani         | Kosowo             | IPKO Superliga         | 17    | 5      |

## Kariera reprezentacyjna
W reprezentacji Macedonii Manewski zadebiutował 22 grudnia 2010 roku w przegranym 0:1 towarzyskim meczu z Chinami.